# Rożnowo (przystanek kolejowy)
Rożnowo – przystanek kolejowy we wsi Rożnowo, leżący na linii kolejowej nr 354 Poznań POD – Piła Główna.

## Ruch pasażerski
| Rok  | Wymiana pasażerska na dobę |
| ---- | -------------------------- |
| 2017 | 50-99                      |
| 2022 | 100-149                    |